# Bitwa pod Mińskiem
Bitwa pod Mińskiem – część wielkiej bitwy nad Autą. Walki polskiej 2 Dywizji Piechoty Legionów i grupy płk. Stanisława Kaliszka z oddziałami sowieckich 16., 17. i 27 Dywizji Strzelców w czasie lipcowej ofensywy Frontu Zachodniego Michaiła Tuchaczewskiego w okresie wojny polsko-bolszewickiej.

## Położenie wojsk przed bitwą
Polskie ugrupowanie obronne
1 Armia gen. Gustawa Zygadłowicza dysponowała 34 000 żołnierzy i 186 działami. Ugrupowana była w sposób następujący:
- Na lewym skrzydle, w przesmyku między Dźwiną i jeziorem Jelnia, rozwinęła się grupa ppłk. Jerzego Sawy-Sawickiego w składzie 33 pułk piechoty, III batalion 155 pułku piechoty, dywizjon 18 pułku ułanów i 3 baterie artylerii[2].
- grupa gen. Lucjana Żeligowskiego w składzie 8. i 10 Dywizja Piechoty broniła się w centrum ugrupowania i osłaniała kierunek Hermanowicze – Wilno.
- Prawe skrzydło armii stanowiła grupa gen. Władysława Jędrzejewskiego w składzie 7 Brygada Rezerwowa i IX Brygada Piechoty.

Armia Czerwona
Front Zachodni Michaiła Tuchaczewskiego liczył około 150–160 tys. żołnierzy i dysponował 772 działami.
Plan natarcia wojsk sowieckich
Plan Michaiła Tuchaczewskiego zakładał dwustronne oskrzydlenie polskiej 1 Armii gen. Zygadłowicza, okrążenie jej i zniszczenie w rejonie Łużki – Głębokie.
W tym celu:
- 4 Armia Jewgienija Siergiejewa w składzie 12., 18. i 3 Dywizja Strzelców oraz 164 BS z 3 Korpusem Kawalerii Gaja w składzie 10. i 15 DK miała nacierać między Dźwiną a Dzisną, przez Dryhucze – Szarkowszczyznę – Hermanowicze i rozbić lewe skrzydło polskiej 1 Armii.
- 3 Armia Władimira Łazarewicza w składzie 5., 6., 21. i 56 Dywizja Strzelców otrzymała zadanie uderzyć od południa przez Dokszyce – Parafianowo i rozbić prawe skrzydło wojsk gen. Zygadłowicza.
- 15 Armia Augusta Korka w składzie 4., 11., 15., 16., 33. i 54 Dywizja Strzelców miała wykonać w centrum uderzenie pomocnicze, wiązać oddziały polskie walką i uniemożliwić przerzucenie odwodów na zagrożone skrzydła[3][8].
- 16 Armia Nikołaja Sołłohuba oraz Grupa Mozyrska Tichona Chwiesina miały związać siły polskiej 4 Armii i Grupy Poleskiej[9].

Całością sił uderzeniowych dowodził dowódca Frontu Zachodniego Michaił Tuchaczewski.

## Przebieg bitwy
4 lipca 1920 wojska Frontu Zachodniego Michaiła Tuchaczewskiego rozpoczęły natarcie.
Trzy armie sowieckie uderzyły na polską 1 Armię i przełamały jej obronę.
5 lipca, na rozkaz dowódcy frontu gen. Szeptyckiego, 1 Armia przystąpiła do odwrotu na linię Milcza – Budsław – Postawy – Koziany.
Front polski nad Autą został przełamany, a sowieckie dywizje parły na zachód. Sowiecka 3 Armia skierowana została na Mińsk.
7 lipca, dywizje sowieckiej 16 Armii zaatakowały stojącą nad Berezyną 2 Dywizję Piechoty Legionów.
Na Mińsk ruszyły 17. i 16. Dywizja Strzelców. Dowództwo polskie zamierzało utrzymać front na wschód od miasta do 10 lipca i tym samym zyskać czas niezbędny do ewakuowania nagromadzonych zapasów i taboru kolejowego.
8 lipca 2 Dywizja Piechoty Legionów i Grupa płk. Kaliszka prowadziły działania opóźniające. W tym czasie nieprzyjaciel wprowadził do walki odwodową 27 Dywizję Strzelców z zadaniem natarcia wzdłuż traktu i linii kolejowej w kierunku na Mińsk.
Tego dnia do miasta przybył 31 pułk Strzelców Kaniowskich. Jego II batalion obsadził stare okopy niemieckie na wschód od miasta, a III batalion został skierowany na pomoc 2 pułkowi piechoty Legionów walczącemu na północ od Mińska.
10 lipca 27 Dywizja Strzelców Witowta Putny podeszła pod Mińsk.
Oddziały polskie zdołały utrzymać front do wieczora, ale w nocy Sowieci przełamali obronę 3 pułku piechoty Legionów. Pułk w walce stracił około 380 żołnierzy i wycofał się na pozycje na zachód od miasta. W lukę w polskiej obronie wtargnął przeciwnik i rozbił 5 i 6 baterię 2 pułku artylerii polowej Legionów, a rano uderzył na pododdziały 2 pułku piechoty Legionów. 2 pp Leg. wycofał się, ale w trakcie przemarszu przez Mińsk musiał toczyć walki uliczne z wkraczającymi do miasta oddziałami Armii Czerwonej.
Podobnie przebijać się przez miasto musiał I/24 pułku piechoty.
Rozkaz odwrotu nie dotarł do III/31 pułku piechoty. Walczył on w Ozieryszczach z 81 Brygadą Strzelców. W walce, z dużymi stratami, wycofał się on lasami i bagnami na zachód. Jego postawę docenił dowódca sowieckiej 27 Dywizji Strzelców Witowt Putna, pisząc we wspomnieniach o „nadzwyczajnym” oporze Polaków pod tą miejscowością.